# Mike Hedlund

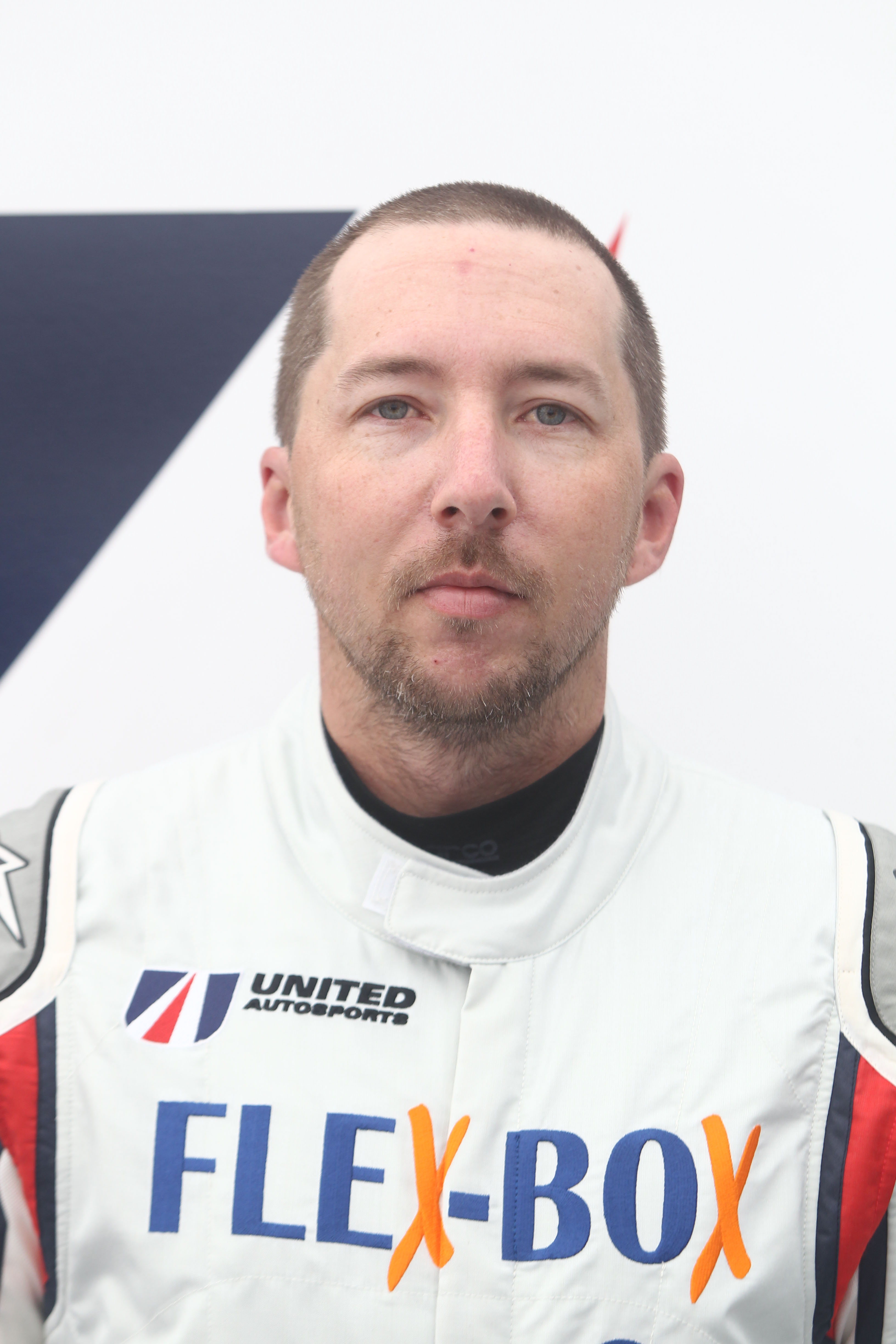
Mike Hedlund 2016

Michael Ralph „Mike“ Hedlund (* 31. Oktober 1977 in Redwood City) ist ein US-amerikanischer Autorennfahrer.

## Karriere als Rennfahrer
Mike Hedlund begann seine Karriere 2011 mit zwei Einsätzen in der IMSA GT3 Challenge. 2012 ging er neben einem Engagement in der American Le Mans Series in Markenpokalen an den Start. Er fuhr in der Ferrari Challenge Nordamerika, der Trofeo Maserati und gab sein Debüt beim 24-Stunden-Rennen von Daytona.
In der American Le Mans Series 2013 war der Teampartner von Jan Heylen und beendete die GTC-Klasse der Rennserie an der sechsten Stelle. Seit der Einführung der IMSA WeatherTech SportsCar Championship 2014 war er dort regelmäßiger Starter. Außerdem fuhr er in der Pirelli World Challenge.
Seinen bisher einzigen Einsatz beim 24-Stunden-Rennen von Le Mans hatte er 2017. Als Partner von Abdulaziz Al Faisal und Patrick Long erreichte er im von Patrick Dempsey gemeldeten Porsche 911 RSR den 37. Gesamtrang.

## Statistik

### Le-Mans-Ergebnisse
| Jahr | Team                  | Fahrzeug        | Teamkollege         | Teamkollege  | Platzierung | Ausfallgrund |
| ---- | --------------------- | --------------- | ------------------- | ------------ | ----------- | ------------ |
| 2017 | Dempsey-Proton Racing | Porsche 911 RSR | Abdulaziz Al Faisal | Patrick Long | Rang 37     |              |

### Sebring-Ergebnisse
| Jahr | Team       | Fahrzeug            | Teamkollege | Teamkollege | Platzierung | Ausfallgrund |
| ---- | ---------- | ------------------- | ----------- | ----------- | ----------- | ------------ |
| 2013 | JDX Racing | Porsche 997 GT3 Cup | Jan Heylen  | Jon Fogarty | Rang 27     |              |